# Petrić
Petrić je priimek v Sloveniji in tujini. Po podatkih Statističnega urada Republike Slovenije je na dan 1. januarja 2010 v Slovenjiji uporabljalo ta priimek 101 oseba.  

## Znani nosilci priimka
- Frane Petrić (1529—1597), hrvaški renesančni humanist
- Ivo Petrić (1931—2018), slovenski skladatelj, profesor AG UL
- Mario Petrić (1925—2007), slovenski slikar hrvaškega rodu
- Mladen Petrić (*1981), bosansko-hrvaški nogometaš
- Ratko Petrić (1941—2010), hrvaški kipar
- Štefka (Štefanija) Košir Petrić (1926—2018), slovenska akad. kiparka
- Vladeta Petrić (1919—1970), srbski kipar
- Vladimir Petrić (*1975), srbski rokometaš